# Симонов, Игорь Иванович
И́горь Ива́нович Си́монов (17 июля 1927, Тобольск — 11 февраля 2019, Екатеринбург) — советский и российский художник, член Союза художников СССР, Народный художник РСФСР (1973). Почётный член Академии художеств.

## Биография
Окончив среднюю школу в Свердловске, в 1943 году поступил в Свердловское художественное училище, которое окончил с отличием в 1948 году. В 1954 году с отличием окончил Ленинградский институт живописи, скульптуры и архитектуры им. И. Е. Репина.
С 1954 года — член Союза художников РСФСР. В 1954—1957 годах учился в аспирантуре института им. И. Е. Репина.
С 1957 года — участник областных, региональных, республиканских, всесоюзных и зарубежных выставок советского искусства в Бразилии, Японии, Германии и на Кубе; биеннале в Венеции (1966).
В 1985—1987 годах — председатель Свердловской организации Союза художников РФ. В 1990—2000 годы преподавал специальные дисциплины в Екатеринбургском художественном училище им. И. Д. Шадра.
Работы И. И. Симонова находятся в музеях Москвы, Екатеринбурга (Музей современного искусства), Перми, Владимира, а также в частных коллекциях в России, Англии, Италии, Испании, Китая.
Скончался 11 февраля 2019 года в Екатеринбурге. Похоронен на Широкореченском кладбище.

## Награды и признание
- орден «Знак Почёта» (22 августа 1986)
- Золотая медаль имени Сурикова (2017)
- Народный художник РСФСР (1973)
- Заслуженный деятель искусств РСФСР (1965)
- Серебряная медаль Академии Художеств
- Премия губернатора Свердловской области (2010)

## Материалы о художнике
- Айнутдинов А. С. За пределами суровости: портрет 1990-х годов в живописи Игоря Симонова // Искусство Евразии [Электронный журнал]. — 2020. — № 2 (17). — С. 12-38.
- Айнутдинов А. С. Выставка памяти художников. Игорь Иванович Симонов (1927—2019) // Четвёртый открытый Всероссийский биеннале-фестиваль графики УралGrapho. Альбом. — Екатеринбург, 2020. — С. 124—125.
- Павловский Б. В. Игорь Иванович Симонов. — Л., 1963.